# إيفان ماغالهايز
إيفان ماغالهايز هو لاعب كرة قدم روسي في مركز الدفاع، ولد في 23 ديسمبر 1993 في ساو باولو في البرازيل. لعب مع Rio Grande Valley FC Toros ‏.